# 더 베스트 이어즈
더 베스트 이어즈(Gli anni piu belli, The Best Years)는 이탈리아에서 제작된 가브리엘 무치노 감독의 2020년 드라마 영화이다. 피에르프란체스코 파비노 등이 주연으로 출연하였다.
이 영화는 치네치타, 로마, 나폴리, 론칠리오네 사이를 오가며 2019년 6월 3일 촬영이 시작되어 이후 9주 간 촬영이 계속되었다.
사운드트랙에는 클라우디오 발리오니의 노래 Gli anni più belli가 포함되어 있다.

## 출연

### 주연
- 피에르프란체스코 파비노
- 클라우디오 산타마리아
- 킴 로지 스튜어트
- 미카엘라 라마조티